# أليس ماري جونسون

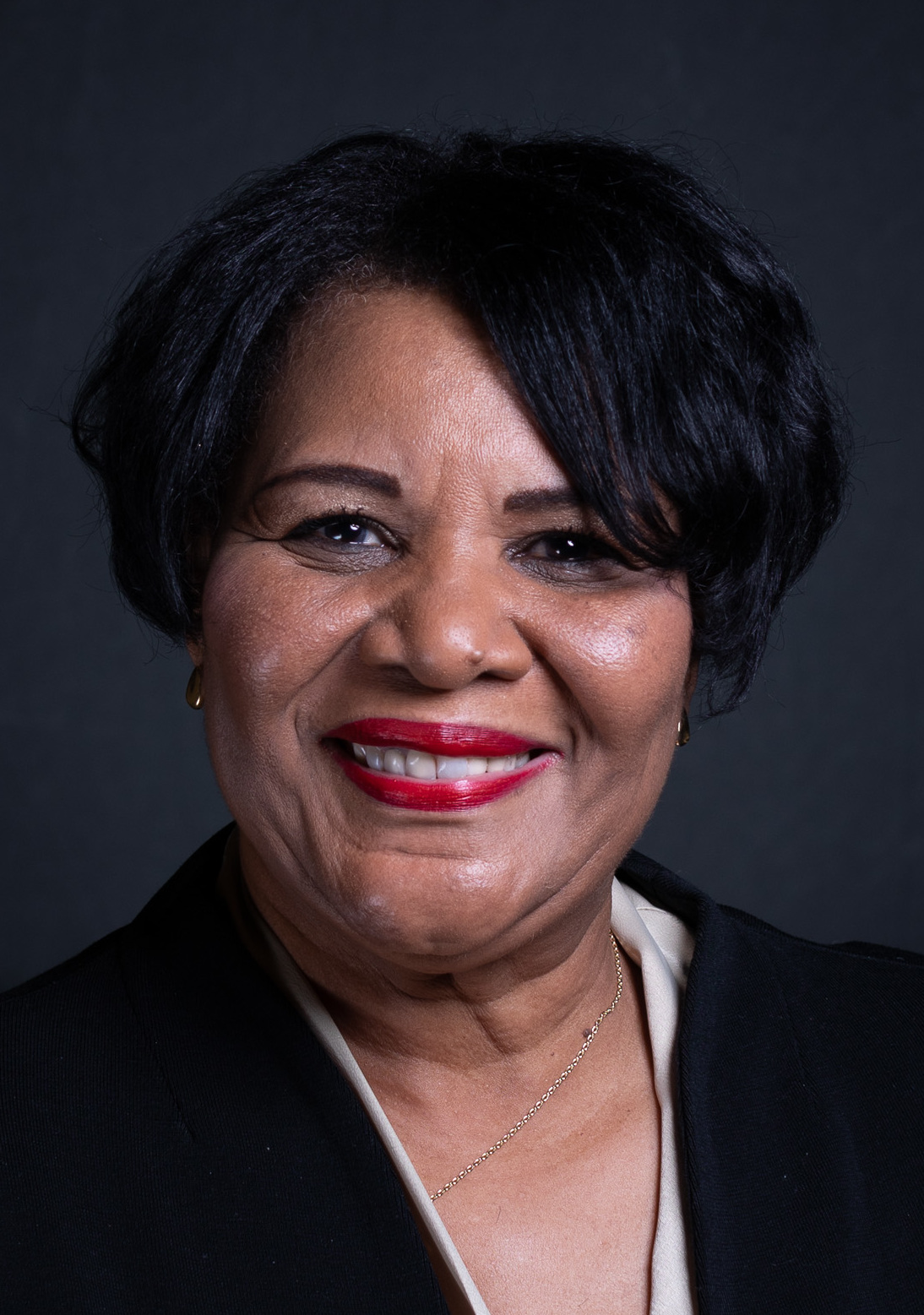

أليس ماري جونسون (30 مايو 1955)، أمريكية مناصرة لإصلاحات العدالة الجنائية، وسجينة فيدرالية سابقة. أُدينت في عام 1996 بالعمل مع منظمة تهريب الكوكايين في مدينة ممفيس بولاية تينيسي، وحُكم عليها بالسجن مدى الحياة. في شهر يونيو من عام 2018، وبعد قضاء 21 عامًا في السجن، أُطلق سراح جونسون من مؤسسة الإصلاح الفيدرالية، أليسفيل، بعد أن خفف الرئيس الأمريكي، دونالد ترامب، عقوبتها. في شهر أغسطس من عام 2020، منح ترامب جونسون عفوًا كاملًا.

## أولى سنوات حياتها والجناية والإدانة
وُلدت أليس ماري جونسون في ولاية مسيسيبي الأمريكية، وتحدثت في مذكراتها عن نشأتها في عائلة مكونة من تسعة أطفال وأبوين يعملان كمزارعين مستأجرين، وحملها في السنة الثانية في المدرسة الثانوية، وعملها اللاحق في مجال السكرتارية. كانت أليس ماري جونسون، في الوقت الذي اعتقلت فيه، أًمًا عزباء لخمسة أطفال. في عام 2017 تحدثت جونسون لوكالة ميك الإعلامية عن انخراطها في العمل بتجارة المخدرات بعد خسارتها لعملها في شركة فيديكس، التي عملت فيها لعشر سنوات، بعد إدمانها القمار. واجهت جونسون بعد ذلك الطلاق، وفقدان ابنها الأصغر في حادث دراجة نارية. في عام 1991، أشهرت إفلاسها، ما تسبب بالحجز على منزلها.
أُلقي القبض على جونسون في عام 1993، وأُدينت في عام 1998 بثمانِ جرائمَ جنايئة اتحادية تتعلق بالتورط في العمل لصالح منظمة لتهريب الكوكايين في مدينة ممفيس بولاية تينيسي. بالإضافة إلى التهم المتعلقة بالتجارة بالمخدرات، أُدينت جونسون بتهم غسيل الأموال وهيكلة الإيداع، إذ اشترت منزلًا بدفعة أولى مهيكلة بهدف تجنب الوصول إلى حد الإبلاغ البالغ 10 آلاف دولار. شملت صفقة تهريب الكوكايين في مدينة ممفيس أكثر من 12 شخصًا. وصفت لائحة الاتهامات، التي تضمنت 16 اسمًا، جونسون بأنها زعيمة لعصابة اتجار بالكوكايين بملايين الدولارات، كما شرحت بالتفصيل عشرات صفقات توريد المخدرات ونقلها. أظهرت الأدلة المقدمة في المحاكمة ارتباط صفقة ممفيس بتجار مخدرات كولومبيي الجنسية يقع مقرهم في تكساس. حُكم على أليس ماري جونسون، في عام 1997، بالسجن المؤبد دون إمكانية الإفراج المشروط. خلال جلسة النطق بالحكم، وصفت قاضي المقاطعة، جوليا غيبونس، أليس ماري جونسون بأنها كانت «سيدة أعمال مثالية» خلال عملية مرتبطة بتجارة ما يتراوح بين طنين إلى ثلاثة أطنان من الكوكايين كان لها تأثير «بالغ الأهمية» على المجتمع. حُكم على المتهم كيرتس ماكدونالد بالسجن المؤبد، كما حُكم على المتهمة جيرلين ماكنيل بالسجن لـ 19 في السجن الفيدرالي. كما حُكم على عدد من المتهمين الآخرين الذين شهدوا ضد جونسون بعدة أحكام تتراواح بين إطلاق السراح المشروط بمراقبة السلوك، والسجن لفترة لا تتجاوز 10 سنوات. بعد إدانتها، أقرت جونسون بأنها كانت وسيطة في منظمة تهريب المخدرات، إلا أنها نفت أن تكون قد عقدت صفقات بيع أو توريد للمخدرات.

## السجن
اتسمت سيرة جونسون خلال فترة سجنها بحسن السلوك، كما أصبحت في تلك الفترة من حياتها جدة وأم جدة. ذكرت أليس، في مذكراتها التي ألفتها بعد إطلاق سراحها، أنها أمضت بعض الوقت في المركز الطبي الفيدرالي –كارسويل (مستشفى السجن الفيدرالي في تكساس) حيث أصبحت عاملة معتمدة لدى إدارة مأوى السجن، ونقلت بعدها إلى المؤسسة الإصلاحية الاتحادية في أليسفيل لتكون أكثر قربًا من عائلتها. ذكر عدة موظفين في المؤسسة الإصلاحية الاتحادية في أليسفيل، في طلبات الرأفة لأليس، أنها لم ترتكب أي مخالفة تأديبية خلال فترة سجنها في المؤسسة. شاركت جونسون في برنامج تجريبي، قُدم عام 2016 من قبل نائبة المدعي العام سالي ييتس، يهدف لإتاحة الفرصة لبعض السجينات الفيدراليات بالوصول إلى برمجيات التواصل عبر الفيديو. سمح البرنامج الجديد لصحيفة ميك (MIC) الإلكترونية بتسجيل مقابلة مع أليس ماري جونسون. انتشرت المقابلة على نطاق واسع، والتفت بذلك الرأي العام إلى قضيتها. استخدمت جونسون برنامج سكايب لإلقاء عدة كلمات كان أهمها تلك التي وجهتها لطلاب كلية هانتر بجامعة ييل. خلال فترة سجنها، حصلت أليس ماري جونسون على شهادة تمكنها من ممارسة مهام كاهن التزويج، وعزت سبب منحها العفو، في نهاية المطاف، إلى اللطف الإلهي.